# Lepyronia gracilior
Lepyronia gracilior är en insektsart som beskrevs av Lindberg 1923. Lepyronia gracilior ingår i släktet Lepyronia och familjen spottstritar. Inga underarter finns listade i Catalogue of Life.